# هليوم (فلم)
هليوم هو فيلم دانماركي قصير حي، مدته 23 دقيقة. حصل على جائزة الأوسكار لأفضل فيلم قصير عام 2014م.

## القصة
تدور القصة حول الصبي ألفريد، المريض بمرض مزمن في إحدى المشافي، عندما يتعرف على إنزو عامل النظافة الجديد، فتنشأ بينهما صداقة يقرر من خلالها إنزو أن يساعد ألفريد على تجاوز أزمته مع السماء، التي سيصعد إليها بعد موته، لاعتقاده أنها مملة وكئيبة. يوهم إنزو ألفريد بأنه لن يصعد إلى السماء، ولكن سيذهب إلى منطقة علوية معبئة بالهليوم، وسيكون بيته الممتد أمامه حديقة للعب، معلق بمنطاد وسط بيوت أخرى كثيرة لأناس صعدوا بعد موتهم إلى منطقة الهليوم،

## فريق العمل
- كاسبر كرامب في دور إنزو
- بيل فولك كراسباك في دور ألفريد
- مرجانا يانكوفيتش في دور الطبيبة المعالجة لحالة ألفريد
- أندرس والتر:[2] المخرج
- كريستيان ميلر: كاتب
- هاريس جامست، أندرس والتر: مشاركون في الكتابة والسيناريو

## وصلات خارجية
- مقالات تستعمل روابط فنية بلا صلة مع ويكي بيانات

- الفيلم على موقع imdb
- الفيلم على موقع الطماطم الفاسدة
- الفيلم على موقع الفيلم